# Haidar Abdel-Shafi

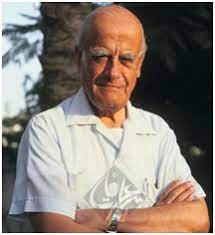
Haidar Abdel-Shafi

Haidar Abdel-Shafi (arabisch حيدر محي الدين عبد الشافي, DMG Ḥaydar Muḥyi ad-Dīn ʿAbd aš-Šāfiyy; * 10. Juni 1919 in Gaza; † 25. September 2007 ebenda) war ein palästinensischer Arzt und Politiker. Er half bei der Gründung der PLO und war von 1964 bis 1965 Mitglied in ihrem Exekutivkomitee. Er galt lange Zeit als angesehene säkulare Führungspersönlichkeit bei den israelisch-palästinensischen Friedensverhandlungen.

## Leben
Abdel-Shafi studierte Medizin an der Amerikanischen Universität Beirut. Nach seinem Dienst bei der Britisch-Jordanischen Armee während des Zweiten Weltkrieges arbeitete er in einem Krankenhaus in Dayton, Ohio. 1954 kehrte er nach Gaza zurück, wo er als Chirurg praktizierte, sich für die Unabhängigkeit Palästinas einsetzte und 1972 eine Niederlassung der Palästinensischen Rothalbmondgesellschaft gründete. 1991 leitete er die palästinensische Delegation bei der Friedenskonferenz von Madrid, lehnte jedoch die späteren Verhandlungen beim Osloer Friedensprozess ab, dessen Scheitern er schon lange voraussah. 1996 wurde er in den Palästinensischen Legislativrat gewählt, den er 1997 aus Protest verließ, weil dieser nichts gegen die israelische Besiedlung in den Autonomiegebieten unternahm.